# (2317) Galya
(2317) Galya (2524 P-L) – planetoida z pasa głównego asteroid okrążająca Słońce w ciągu 4,01 lat w średniej odległości 2,52 au. Odkryta 24 września 1960 roku.